# Hermann Roeder (Politiker)
Hermann Franz Leo Roeder (* 17. Oktober 1856 in Lichtenberg; † 9. Oktober 1941 in Berlin) war ein deutscher Rittergutsbesitzer und Kommunalpolitiker in der Gemeinde Lichtenberg.

## Leben

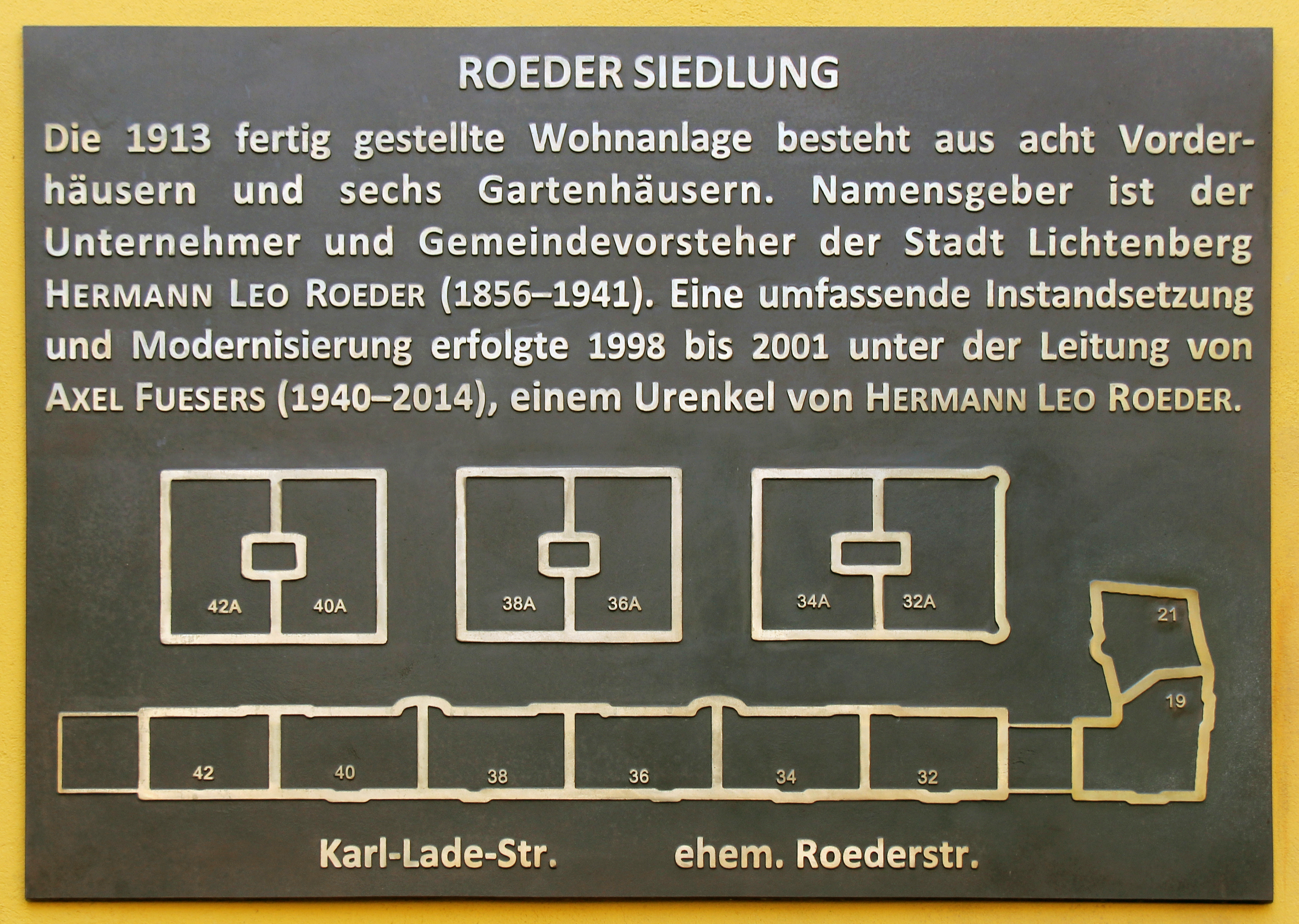
Gedenktafel am Haus Karl-Lade-Straße 34, in Berlin-Fennpfuhl

Albert Roeder, Hermann Roeders Vater aus Hegermühle, Rittergutsbesitzer in Stechau, hatte am 20. März 1856 das Gut Lichtenberg mit den Kolonien Friedrichsberg, Kietz und Wilhelmsberg im Kreis Niederbarnim vom Berliner Magistrat gekauft; ab April 1860 gingen alle damit verbundenen Rechte an ihn über. Nach etlichen Jahren begann Albert Roeder mit der Parzellierung großer Teile des Gutes und verkaufte sie dann als Bauland.
Hermann war nach dem Schulbesuch zum Militär gegangen und besuchte 1880/81 die Artillerie- und Ingenieurschule. Nach dem Tod des Vaters übernahm er das Rittergut Lichtenberg.

## Wirken
Hermann Roeder begann bald in der Kommunalpolitik mitzuwirken: zunächst als Schöffe und Amtsvorsteher von Friedrichsberg, Wilhelmsberg und Lichtenberg. Am 18. August 1892 übernahm Roeder auf Vorschlag des Landrats von Niederbarnim, Wilhelm von Waldow, auch das Amt des Gemeindevorstehers in Lichtenberg, das er bis 1896 ausübte. Zunächst ließ er die alte Gemeinderechtsverfassung den Anforderungen der aufstrebenden Industriegesellschaft anpassen. Das neue Gemeindewahlrecht bestimmte nun einen Gemeindevorstand mit sechs Schöffen und 21 Gemeindevertretern. Gleichzeitig setzte Roeder die Parzellierung seines früheren Rittergutes fort. Da die landwirtschaftliche Bewirtschaftung 1890 aufgegeben wurde, konnte er größere Industrieansiedlungen und die Errichtung von Wohnkomplexen fördern. Unter seiner Amtsführung wurde außerdem ein dringend erforderliches Entwässerungssystem nebst einer Kläranlage im Oktober 1893 hergestellt und in Betrieb genommen.
Die Kirchenweihen der katholischen Mauritiuskirche (September 1892) und der evangelischen Erlöserkirche (Oktober 1892) erfolgten in seinem Beisein.
Als im Gemeindevorstand über den Bau eines neuen Rathauses beraten wurde, lehnte Roeder diesen Plan ab. Unter anderem deswegen musste er 1896 das Amt des Gemeindevorstehers an Oskar Ziethen abgeben, der sich um das Wachstum Lichtenbergs bis zur Erlangung des Stadtrechts große Verdienste erwarb.

## Sonstiges
Seinen Wohnsitz hatte Hermann Roeder bis 1908 in der damaligen Dorfstraße (heute Möllendorffstraße). 1911 zog er in den Berliner Stadtteil Tiergarten, wo er bis 1938 in der Viktoriastraße 14 wohnte. Seine letzten beiden Lebensjahre verbrachte Roeder in der Gemeinde Steglitz (Grunewaldstraße 39).
Er wurde in Kreuzberg auf dem Evangelischen Alten Luisenstädtischen Friedhof im Erbbegräbnis Hermann Leo Roeder beigesetzt.

## Ehrungen
Das positive Wirken von Roeder für den Bezirk Lichtenberg wurde durch die Benennung von Straßen und Plätzen geehrt:
Südlich des Fennpfuhls gab es eine Straße von der Landsberger Allee bis zur Herzbergstraße, die bis 1975 Roederstraße hieß und erst mit der Bebauung des späteren Ortsteils Berlin-Fennpfuhl in Karl-Lade-Straße umbenannt wurde. Die Kreuzung Weißenseer Weg/Möllendorffstraße/Herzbergstraße/Roederstraße hieß ab 1896 bis zur Errichtung des Neubaugebietes Roederplatz, der Name wurde aber zunächst aus dem Verzeichnis getilgt, bei den Anwohnern hatte sich der Name jedoch erhalten. Am 3. Juni 2011 erhielt der Platz (nun in etwas anderer Lage) auf Antrag der Roederschen Erben in einer kleinen Feier seinen Namen zurück.